# 둥바베이역
둥바베이역(중국어: 东坝北站)(공사명 둥펑역(중국어: 东风站))은 중국 베이징시 차오양구 둥바 지구 둥펑촌 둥바 대가와 주쯔팡로의 북측 연장 교차로의 옌허완자위안 6구 동쪽에 위치한 베이징 지하철 3호선과 12호선의 지하철 환승역이자 종착역으로, 지먼차오역과 동일하게 개통과 동시에 환승역이 된 역이다. 북서쪽에는 3호선과 12호선이 공유하는 둥바 차량단이 있다.
본 역은 두 노선이 모두 2024년 12월 15일에 개통하면서 개장하였다.

## 역 구조

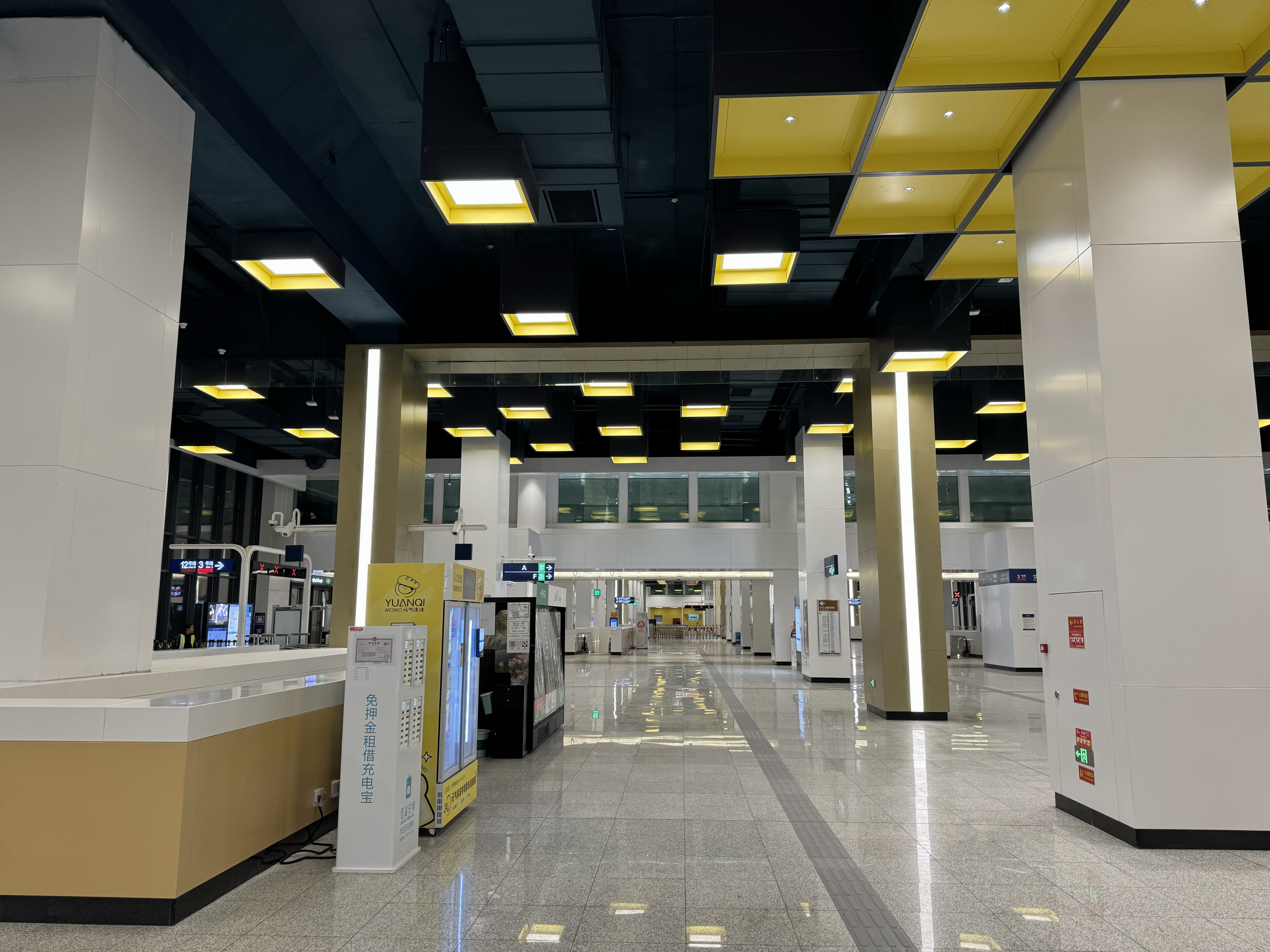
대합실 층(지하 1층)

### 층별 구조
| 지면     | 출입구                                                   | 출입구                             |
| 지하 1층 | 대합실                                                   | 고객센터, 자동 발매기, 출입 게이트 |
| 지하 2층 | ←                                                        | ■ 3호선 둥쓰스탸오 방면 (둥바)     |
| 지하 2층 | 섬식 승강장, 3호선은 왼쪽, 12호선은 오른쪽 출입문이 열림 |                                    |
| 지하 2층 | ←                                                        | ■ 12호선 쓰지칭차오 방면 (둥바시)  |
| 지하 2층 | →                                                        | ■ 12호선 하차 전용 승강장          |
| 지하 2층 | 섬식 승강장, 3호선은 왼쪽, 12호선은 오른쪽 출입문이 열림 |                                    |
| 지하 2층 | →                                                        | ■ 3호선 하차 전용 승강장           |

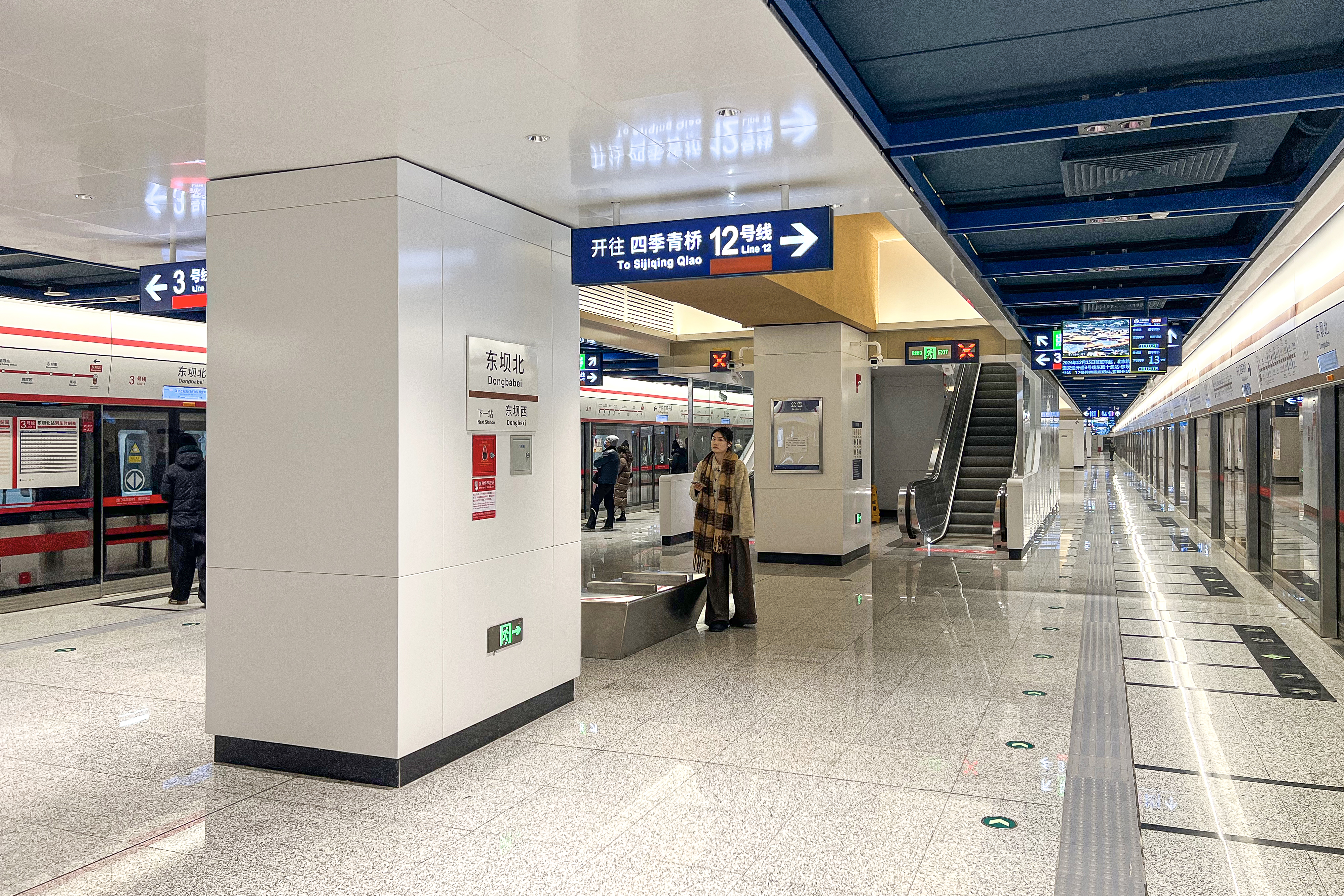
12호선 출발 승강장
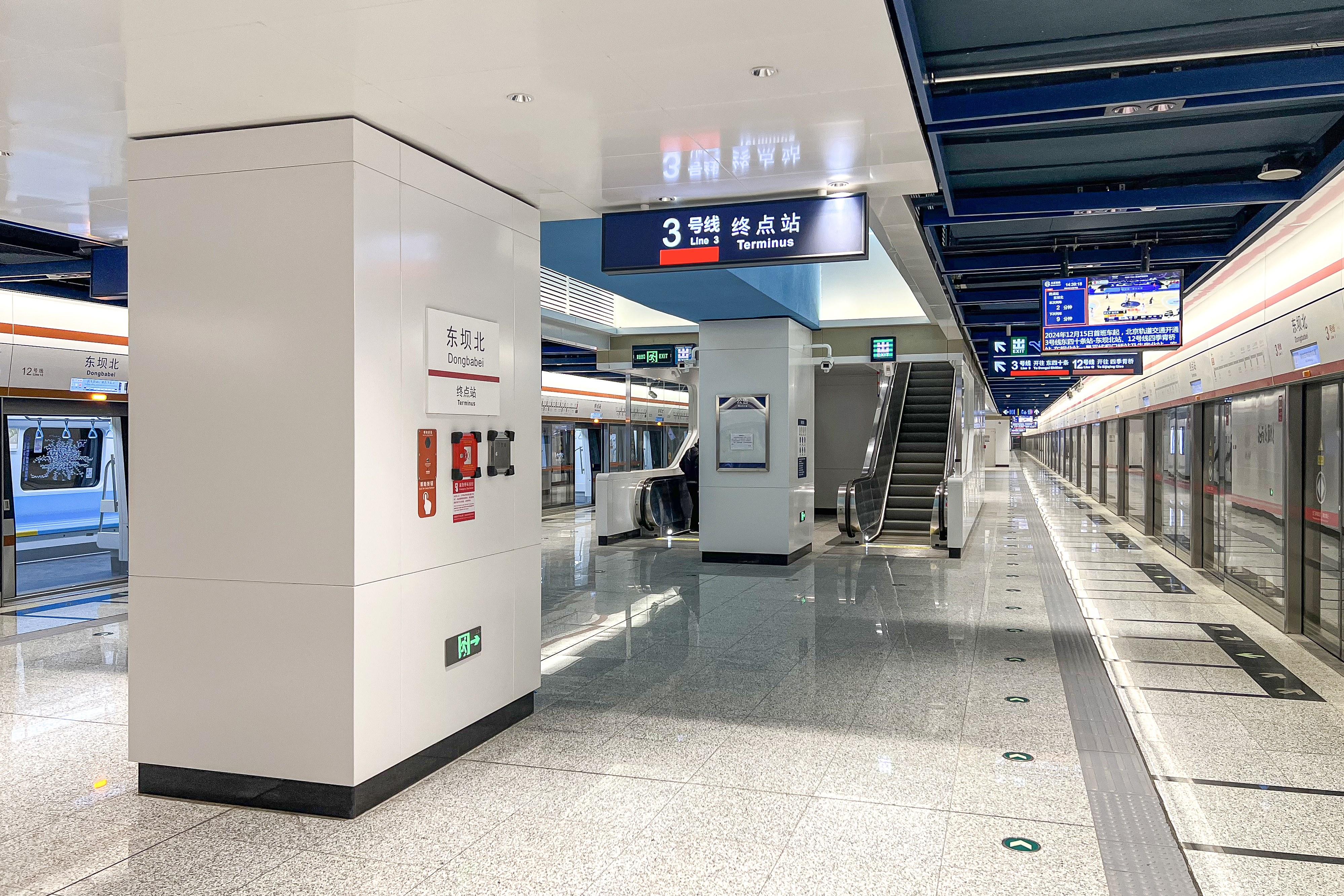
3호선 도착 승강장
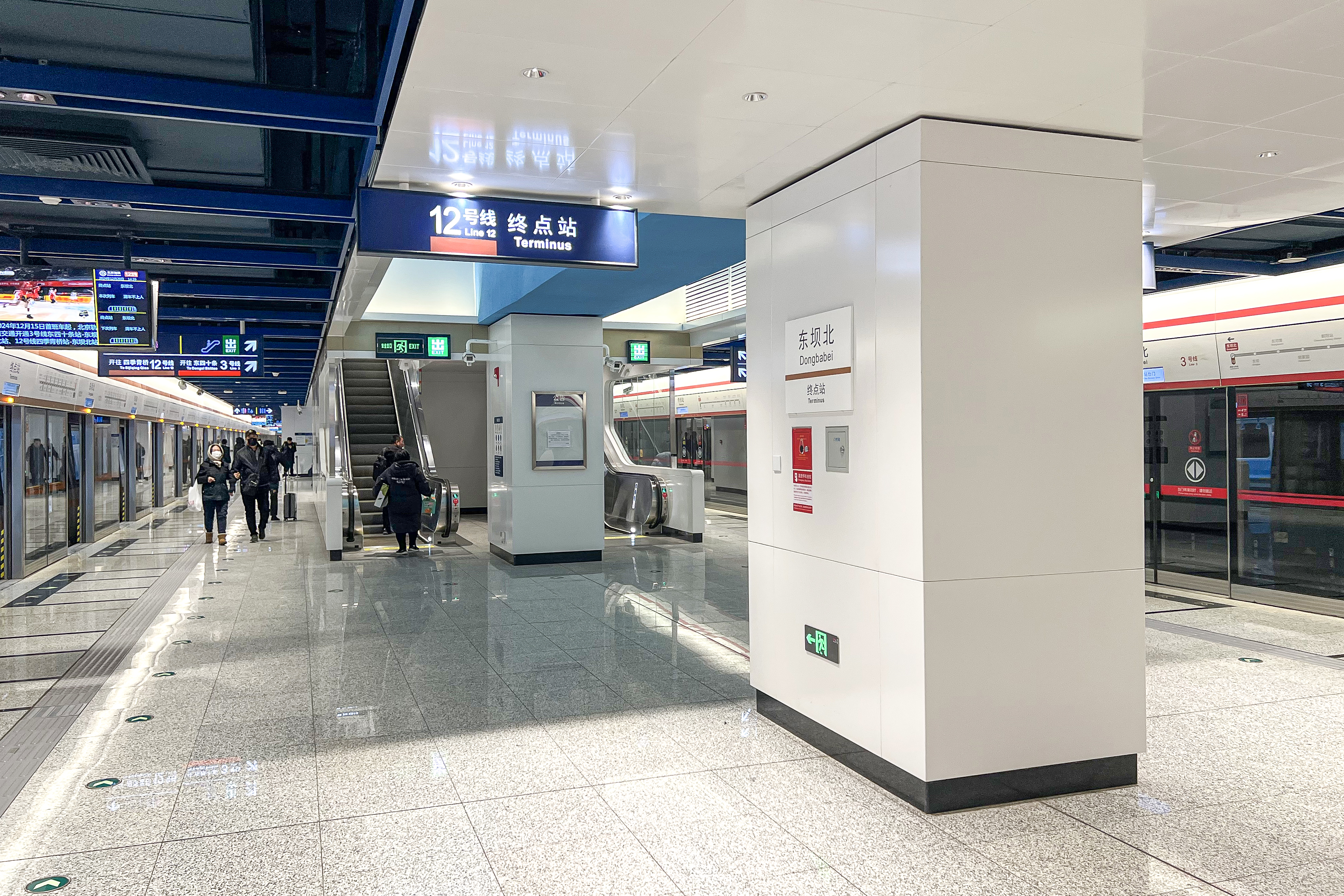
12호선 도착 승강장
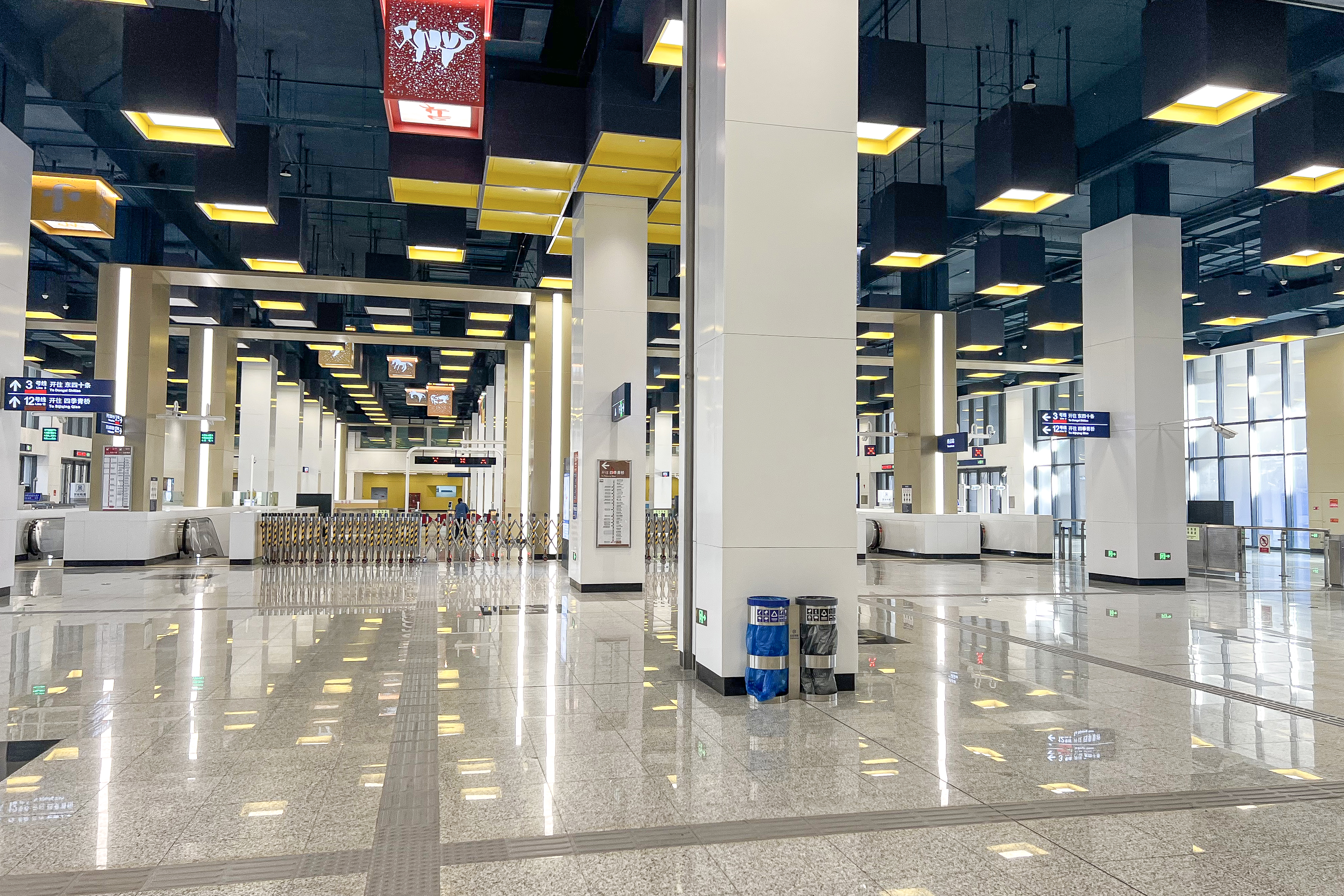
대합실 동부
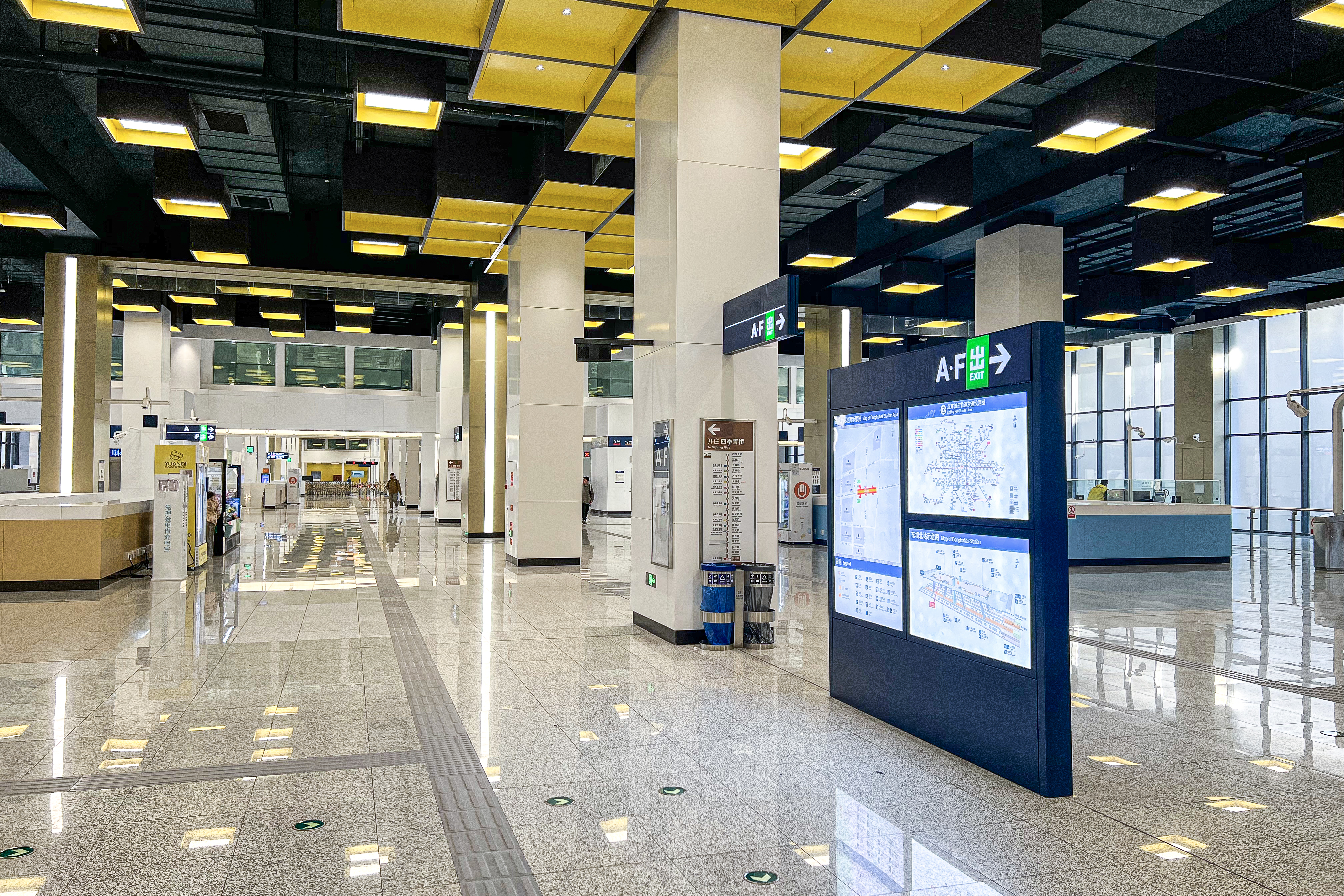
대합실

## 출입구
둥바베이역은 6개의 출입구(A ~ F)를 가질 계획이다. 초기에는 더핑 동로 동쪽에 위치한 2개의 출입구와 A, F만 건설되고, 나머지 4개의 출입구는 하부의 선큰 광장 내에 위치하게 될 예정이다.
|                         |                     |           |      |             |
|                         |                     |           |      |             |
| 출구                    | 지시                | 출구 인근 | 사진 | 무장애 시설 |
| ■ 3호선 ■ 12호선에 연결 |                     |           |      |             |
| 出口 · A                | 둥바 대가(东坝大街) |           |      | 빈칸        |
| 出口 · F                | 더핑 동로(德平东路) |           |      |             |
| 아이콘 설명: 엘리베이터 |                     |           |      |             |